# Ivan Khovanski
Le prince Ivan Andreïevitch Khovanski (en russe : Ива́н Андре́евич Хова́нский) est un boyard russe, instigateur de la révolte de Moscou de 1682, aussi connue sous le nom de Khovanchtchina. Cet épisode est mis en en scène par Modeste Moussorgski dans son opéra éponyme. Khovanski avait pour surnom "Tararouï", qui signifie littéralement "babillard".

## Biographie
Khovanski provient d'une famille de la dynastie des Gédiminides, dont les ancêtres ont émigré de Podolie à Moscou en 1408. Il commence dans la vie comme stolnik sous le règne de Michel Ier. En 1650, il est envoyé à Toula pour enrayer les incursions des Tatars de Crimée. Entre 1651 et 1654, il est gouverneur de Viazma, et en 1656 de Moguilev.
Durant la guerre russo-suédoise de 1656-1658, il sert comme voïvode. En 1657, il vainc les Suédois à la bataille de Gdov. Il est promu boyard le 27 mars 1659. En janvier 1660, il attaque et incendie Brest. Lors de la révolte de Moscou de 1662, il s'occupe des insurgés et mène un comité d'enquête basé à Kolomenskoïe. Entre 1669 et 1678, il gouverne Pskov, Smolensk, et Novgorod. Il est réputé pour être un gouverneur austère et autoritaire, qui ne regarde pas d'un bon œil la débauche et les manières locales.
À la mort de Fédor III, en avril 1682, Khovanski profite de sa popularité parmi les Streltsy pour écarter la famille des Miloslavski du pouvoir. Il orchestre la révolte des Streltsy (du 15 au 17 mai 1682), au cours de laquelle le vieux dirigeant impopulaire, le prince Mikhaïl Dolgoroukov, est assassiné et remplacé par Khovanski. Celui-ci devient de facto ministre de la guerre de Moscovie. Désireux de s'assurer l’allégeance des Streltsy, il proclame le pardon total à ceux qui ont pris part à la révolte.
Avec le soutien des Streltsy, il établit un régime double, le règne conjoint d’Ivan V et de Pierre Ier, sous la régence de leur sœur Sophie Alexeïevna. Partisan des vieux croyants, Khovanski organise en 1682 une manifestation schismatique et force le patriarche Joachim de Moscou à accepter un débat public avec un des chefs de file vieux-croyant, Nikita Poustosviat. Le patriarche réfute les arguments de Poustosviat, qui est exécuté dès le lendemain sur ordre de Sophie.
Avec l’appui des Streltsy, Khovansky jouit d’une influence politique énorme et interfère régulièrement dans les affaires du gouvernement. En juin 1682, il est nommé à la tête du prikaze des juges. Son arrogance hors du commun et sa vanité lui valent les foudres de Sophie et de ses alliés dans le clan des Miloslavski et suscitent le jalousie des autres boyards.
En fin de compte, les rumeurs sur l’intention de Khovanski d’assassiner la famille du tsar et d'usurper le trône poussent Sophie à évacuer Ivan V et Pierre Ier de Moscou et de les mettre en sécurité à Kolomenskoïe, puis au monastère Saint-Sabbas de Storoji de Zvenigorod. En septembre, un oukaze déclare Khovanski mutin et patron des hérétiques, tandis que la Douma des boyards le condamne à mort. Il est capturé à Pouchkino, près de Moscou et emmené à Vozdvijenskoïe (ru), où il se fait décapiter ainsi que son fils.
Quand la nouvelle de l’exécution de Khovanski atteint les oreilles des Streltsy stationnés à Moscou, ces derniers instiguent une émeute et s’emparent du Kremlin, mais la régente mate rapidement les mutins et nomme Fédor Chaklovity (en) comme chef des Streltsy.

## Opéra
- La Khovanchtchina de Modest Moussorgski.